# Bruder Straubinger (Operette)
Bruder Straubinger ist eine singspielhafte Operette in drei Akten von Edmund Eysler. Das Libretto verfassten Moritz West und Ignaz Schnitzer. Das Werk erlebte seine Uraufführung am 20. Februar 1903 am Theater an der Wien in Wien.

## Handlung

### Ort und Zeit
Die Operette spielt in einer fiktiven Stadt am Rhein in der zweiten Hälfte des 18. Jahrhunderts.

### Erster Akt
Bild: Platz vor dem Stadttor
Auf dem Platz vor dem Stadttor herrscht Volksfeststimmung. Der Schaubudenbesitzer Schwudler preist seine neue Attraktion an: das „wilde Mädchen“ Oculi, das allen Männern den Kopf verdrehe.
Auch den Handwerksgesellen Straubinger hat der Weg an den Rhein geführt, weil er hofft, am Hofe des Landgrafen Philipp eine Anstellung zu finden und hier auch seine Liebste wiederzutreffen. Das viele Wandern hat ihn aber müde gemacht, sodass er sich erst einmal ausruhen möchte. Er bereitet sich am Stadttor ein Lager und schläft ein. Diese Gelegenheit nutzt der gerissene Deserteur Bonifaz aus und entwendet dem Schlafenden seine Papiere, um sich eine neue Identität zu verschaffen.
Als Straubinger aufwacht und seinen Ausweis vermisst, dient er sich Schwudler als Gehilfe an. Kaum hat der Schausteller bemerkt, dass sein neuer Mitarbeiter den Kriegspass seines Großvaters mit sich führt, kommt ihm ein genialer Einfall: Er steckt den jungen Mann in eine alte Uniform, klebt ihm einen Bart an und lässt ihn als 114-jährigen Veteranen von den Leuten bestaunen. Selbst der soeben von einem Feldzug heimgekehrte Landgraf fällt auf den Schwindel herein und setzt dem alten Haudegen eine Rente aus. Auch seiner „Pflegerin“ Oculi bewilligt er eine größere Summe, aber nicht ohne Hintergedanken. Mit ihr verbrächte er gerne gelegentlich ein Schäferstündchen. Um sie nicht aus den Augen zu verlieren, engagiert er kurzerhand die Schwudler-Truppe an seinen Hof.

### Zweiter Akt
Bild: Im Schlossgarten
Landgräfin Lola ist nicht entgangen, welchen Plan ihr Gatte verfolgt. Um ihn auszutricksen, beschließt sie, die Kleine mit dem Veteranen zu vermählen. Dazu aber hat Oculi nicht die geringste Lust. Was soll sie schon mit so einem alten Kracher anfangen? Ihre Liebe gehöre vielmehr einem jungen Handwerker, den sie heuer zurückerwarte. Als Straubinger diese Worte gehört hat, verdichtet sich sein bisheriger Verdacht, Oculi sei in Wirklichkeit seine geliebte Marie, zur Gewissheit. Sanft stimmt er das Lied an, das sie beide früher so oft miteinander gesungen haben. Jetzt erkennt Oculi ihren Freund hinter der Maskierung und hat nichts mehr gegen die verordnete Heirat einzuwenden. Alle sind von dem plötzlichen Sinneswandel des Mädchens überrascht.

### Dritter Akt
Bild: Jagdhütte im Wildpark
Das seltsame Paar durfte seine Hochzeitsnacht in der gräflichen Jagdhütte im Wildpark verbringen. Landgräfin Lola ist mit ihren Hofdamen hierher geschlichen, um den alten Veteranen und vor allem sein junges Weibchen zu beobachten. Sie hegt immer noch den Verdacht, ihr Gatte könnte sich der „jungen Wilden“ zu nähern versuchen, und dies will sie mit allen Mitteln verhindern. Inzwischen hat der Deserteur ein schlechtes Gewissen bekommen und Straubinger seinen Ausweis zurückgebracht. Der hat nun genug vom Versteckspiel. Rasch entledigt er sich seiner Verkleidung und wird wieder zum ehrbaren Handwerksgesellen Bruder Straubinger. Als auf einmal der liebeslustige Landgraf auftaucht und das junge Paar in zärtlicher Umarmung sieht, wird ihm bewusst, dass er bei Oculi nicht landen kann. Doch damit nicht genug: Seine Gattin und die Hofdamen ertappen ihn in flagranti bei seinem versuchten Seitensprung und lachen ihn aus.

## Musikalische Höhepunkte
- Man nennt das wilde Mädchen mich (Auftrittslied der Oculi)
- In München eine Kellnerin (Auftrittslied der Titelfigur)
- Küssen ist keine Sünd’ bei einem schönen Kind (der größte Hit der Operette, Walzerlied)
- O süße Sommernacht (Walzerlied)
- Vierblättriger Klee (Terzett)

## Tonträger
Im Jahr 1951 wurde die Operette in Stuttgart für den Rundfunk aufgenommen. Es sangen und spielten der Chor und das Orchester des Süddeutschen Rundfunks unter der Leitung von Fritz Mareczek. Als Solisten wirkten u. a. Henriette Robert, Christo Bajew, Willy Reichert, Olga Noll, Gustav Neidlinger, Hubert Buchta, Yella Hochreiter und Rudi Scholz mit. Im Jahr 2017 wurde diese Aufnahme vom Label „Cantus Classic (Die Klassische Alternative)“ als Doppel-CD herausgebracht.

## Verfilmung
1950 wurde die Operette von der Produktionsgesellschaft Aco/Schönbrunn unter dem Titel Küssen ist keine Sünd verfilmt. Unter der Regie von Hubert Marischka spielten Elfie Mayerhofer, Curd Jürgens, Gisela Fackeldey, Hans Moser und Hans Olden die Hauptrollen. Die Musik war jedoch nicht im Original zu hören, sondern in einer Bearbeitung von Alois Melichar. Das Lexikon des internationalen Films urteilt: „Musikalisches Lustspiel der österreichischen Mittelklasse mit belangloser Handlung, den schönsten Melodien Edmund Eyslers und einem – ausnahmsweise – freundlichen Hans Moser.“